# M10 Booker
M10 Booker är en amerikansk infanterikanonvagn utvecklad av General Dynamics Land Systems (GDLS) för USA:s armé. Fordonet bygger på GDLS Griffin II och valdes som vinnare i arméns Mobile Protected Firepower (MPF)-program i juni 2022. Den första lågserietillverkningen omfattar 96 fordon, där de första leveranserna skedde i februari 2024.
Försvarsdepartementet tillkännagav den 2 maj 2025 att M10-programmet läggs ner. Arméminister Dan Driscoll angav kostnad, dåligt framförhandlat underhållskontrakt, fordonets vikt på 38 ton och design som orsaker. Armén har mottagit ca 80 fordon. De har en osäker framtid och kan komma att överföras till pansarstyrkan, säljas utomlands eller placeras i förråd.

## Klassificering och utformning
Trots att vissa militärbefäl och försvarsmedia har refererat till M10 Booker som en lätt stridsvagn anser USA:s försvarsdepartement och tjänstemän från MPF-programmet att detta är en felaktig benämning. Fordonet väger cirka 42 ton och är enligt doktrin avsett som en infanterikanonvagn (jämför med svenska infanterikanonvagn 91); alltså ska den tillhöra infanteriets pansarstyrkor och understödja dessa med direkt kanoneld i strid vid anfall mot skyddade och svåra fiendepositioner, ungefär beskrivet som en pansarskyddad självgående infanterikanon med mera.
Vagnen är bestyckad med en 105 mm M35-högtryckskanon (Royal Ordnance L7-baserad) med lägre direktverkan än den 120 mm M256-högtryckskanon som sitter i USA:s huvudstridsvagn M1 Abrams, men med fördelen att den lägre kalibern och därmed mindre ammunitionen medför förmågan att bära större antal ammunition i vagnen, en egenskap som är önskvärd hos understödsvapen (jämför med en kulspruta).
Sekundärbeväpning utgörs av en med kanonen 7,62 mm parallellkopplad M240B kulspruta och ovan vagnchefens lucka en 12,7 mm (.50 kaliber) M2HB tung kulspruta, samt rökkastare för närskydd. Vagnbesättningen utgörs av fyra personer: vagnchef, skytt, laddare, förare.

## Teknisk bakgrund och utveckling
M10 Booker är baserad på den österrikisk-spanska plattformen ASCOD 2, vilken ursprungligen konstruerades som ett pansarskyttefordon. GDLS Griffin II, som anpassades för arméns MPF-program, inkluderar en 105 mm M35-stridsvagnskanon och ett chassi anpassat för både rörlighet och eldkraft. M35-kanonen, utvecklad av Benét Laboratories 1983, har tidigare avsetts för det projekt som föregick MPF-projektet, "M8 Armored Gun System", som avbröts 1996. M35-kanonen är lättare än den äldre M68-kanonen som användes i stridsvagnen M60, vilket förbättrar fordonets manövrerbarhet och förflyttning i terräng.
GDLS och BAE Systems valdes i december 2018 för att utveckla prototyper för MPF-programmet. Efter att GDLS presenterade sin första prototyp i april 2020 följt av att BAE:s M8 AGS förslag diskvalificerades i mars 2022 tilldelades GDLS kontraktet värt upp till 1,14 miljarder dollar i juni 2022.

## Namngivning och symbolik
I juni 2023 fick fordonet den officiella beteckningen "M10 Booker", uppkallad efter två amerikanska soldater: Robert D. Booker och Staff Sergeant Stevon Booker. Robert Booker dödades under den tunisiska kampanjen i andra världskriget och tilldelades postumt Medal of Honor. Stevon Booker dödades under invasionen av Irak 2003 och tilldelades merikanska utmärkelsekorset för militärtjänst för sina insatser. Namngivningen hedrar deras hjältemod och kopplar fordonet till USA:s militära traditioner.

## Produktion och implementering
USA:s armé tog emot det första M10 Booker-fordonet i februari 2024 och i maj samma år utfärdades en förfrågan om fullskalig produktion. Armén planerar att köpa upp till 504 M10 som ska tilldelas lättare divisioner inom både reguljära armén och nationalgardet.

## Organisation och taktisk användning
Den första divisionen som får ta emot M10 Booker är den 82:a luftburna divisionen som förväntas få sina fordon under slutet av räkenskapsåret 2025. Inledningsvis kommer divisionen att utrusta en bataljon med 33 stycken M10 fördelade över tre kompanier. Till skillnad från tidigare praxis kommer dessa fordon att kontrolleras på divisionsnivå snarare än brigadnivå vilket ger divisionsbefälhavaren flexibiliteten att bestämma hur fordonen ska fördelas baserat på uppdragets krav.
Denna organisationsförändring markerar ett skifte i arméns taktik där divisioner snarare än brigader nu blir den primära taktiska enheten. Genom att placera kontrollen på divisionsnivå kan befälhavarna anpassa fördelningen av stridsfordon som M10 Booker efter de specifika förutsättningarna på slagfältet vilket ger en större taktisk fördel i varierande stridsscenarier.